# Det Nye Slot (Beograd)
 For alternative betydninger, se Det Nye Slot. (Se også artikler, som begynder med Det Nye Slot)
Det Nye Slot (serbisk: Нови Двор; Novi Dvor) er et tidligere kongeslot i det centrale Beograd i Serbien. Slottet ligger på Andrićev Venac-gaden, overfor Det Gamle Slot (Stari Dvor). Det var residens for de serbiske og jugoslaviske konger af Karadjordjević-dynastiet. I dag fungerer bygningen som sæde for Serbiens præsident.